# چوپلان (شهرستان قوچقار)
چوپلان (به قرقیزی: Чолпон، چولپون) یک منطقهٔ مسکونی در قرقیزستان است که در شهرستان قوچقار واقع شده‌است. چوپلان ۲٬۷۲۸ نفر جمعیت دارد و ۱٬۹۳۱ متر بالاتر از سطح دریا واقع شده‌است.